# Trinity (Texas)
Trinity es una ciudad ubicada en el condado de Trinity en el estado estadounidense de Texas. En el Censo de 2010 tenía una población de 2697 habitantes y una densidad poblacional de 274,61 personas por km².

## Geografía
Trinity se encuentra ubicada en las coordenadas 30°56′40″N 95°22′25″O / 30.94444, -95.37361. Según la Oficina del Censo de los Estados Unidos, Trinity tiene una superficie total de 9.82 km², de la cual 9.82 km² corresponden a tierra firme y (0%) 0 km² es agua.

## Demografía
Según el censo de 2010, había 2697 personas residiendo en Trinity. La densidad de población era de 274,61 hab./km². De los 2697 habitantes, Trinity estaba compuesto por el 55.88% blancos, el 28.36% eran afroamericanos, el 0.19% eran amerindios, el 0.59% eran asiáticos, el 0.07% eran isleños del Pacífico, el 12.79% eran de otras razas y el 2.11% pertenecían a dos o más razas. Del total de la población el 20.62% eran hispanos o latinos de cualquier raza.